# Panslavismus

Země obývané Slovany. Západní, východní a jižní Slované jsou odlišnými barvami.

Panslavismus (všeslovanství či všeslovanské hnutí) je jedna z forem pan-nacionalismu. Jde o myšlenku (ideu, také ideologii) usilující o politické, náboženské nebo kulturní sjednocení (jednotu, charakter) a celistvost všech slovanských národů (v Evropě). Hnutí vykrystalizovalo jako romantický nacionalismus v období od počátku do poloviny 19. století. Jeho hlavní vliv se projevil na Balkáně, kde jihoslovanským národům po staletí vládly neslovanské říše. Jednalo se především o Byzantskou říši, Rakousko-Uhersko, Osmanskou říši a Benátskou republiku.
První panslavisté pocházejí z období od 15. století do 17. století:
- chorvatský spisovatel Vinko Pribojević (polovina 15. století Hvar, Benátská Dalmácie – po roce 1532)
- dalmaciec Aleksandar Komulović (1548 Split, Benátská republika –1608 Dubrovník, Republika Dubrovník),
- Chorvat Bartol Kašić (1575–1650),
- Ragusan Ivan Gundulić (1589–1638),
- chorvatský cestovatel a katolický misionář Juraj Križanić (asi 1618–1683) bývá uváděn jako zakladatel panslavismu, již v 17. století napsal řadu politických, teologických, jazykovědných a historických prací (o svých cestách do Ruska), kde vyzýval ke sjednocení všech Slovanů pod ruským vedením. Dnes považován za prvního teoretika a předchůdce politického a vojenského panslavismu. Stejně tak byl příkladem pro pozdější snahy katolické církve o obrácení Ruska. Byl také jedním z prvních moralistických zastánců osvíceného absolutismu. Většina z velkého množství politických, teologických, jazykovědných, historických i muzikologických spisů, které po sobě zanechal byla vydána až v 19. století.

V moderní době se z panslavismu vyčlenilo takzvané novoslovanství, jehož českým představitelem byl Karel Kramář.

## Vznik a vývoj

### Obrozenecké panslavistické myšlenky

Všeslovanská vlajka schválena na všeslovanské konvenci v Praze v roce 1848

Již v dobách humanismu a renesance se objevily první vlaštovky budoucího relativně vlivného a silného panslavistického hnutí (Juraj Križanić, Vinko Pribojević, Mavro Orbini atd.). Byli však nadchnuti slávou dávných impérií a podobnou optikou viděli i slovanské národy. Nicméně až v dobách, kdy se po Evropě šířily myšlenky nacionalismu a především pangermanismu začaly živnou půdu hledat také i ideje panslavistické. Všeslovanská idea, ať už kulturní, či politická se proto začala šířit v první polovině 19. století. Slovanské národy již delší dobu procházely obrodnými procesy, rozvíjela se nová kultura a literatura.
Mnozí Slované však stále žili v mnohonárodnostních říších, jejichž cíle nebyly slučitelné s národnostními a obrozeneckými záměry. Západní Slované (Češi, Moravané, Slováci, Poláci) žili v područí Rakousko-Uherska, jižní Slované pak byli součástí jak Vídně, tak i Osmanské říše. Myšlenky francouzské revoluce, či v jihoslovanském prostředí francouzská správa ukázaly mnohým, že spravedlivější společnost existuje.
Panslavistické hnutí šířili tehdejší spisovatelé a další umělci. V Čechách a dalších zemích, například jihoslovanských, našlo velkou odezvu. Vznikala díla, písně, práce oslavující jednotu slovanských národů. Rozvíjela se slavistika. Někteří ze spisovatelů dokonce začali hlásat myšlenku jediného slovanského národa. V českém prostředí byla populární idea, že Slované mají být zastřešeni nejmocnějším příbuzným státem, tedy Ruskou říší. Rusofilské nálady lze vysledovat i u některých dalších zemí, například v Srby obývaném jižním Uhersku.
Panslavistické ideje a názory se střetávaly s realitou tehdejšího světa, kdy mnohé velmoci (včetně Ruska) bojovaly tvrdě v Evropě o rozšíření vlivu a jakákoliv idea, která by pomohla získat sympatie místního lidu byla klíčová. V mnohých slovanských zemích, včetně Bulharska, padly myšlenky osvoboditelské a spasitelské role Ruska na úrodnou půdu. Srbové i Bulhaři často cestovali do Ruska, kde mohli (na rozdíl od Turecka) získat vzdělání a mnohdy se ani nevraceli, z obav, že je bude osmanská moc trestat za separatistické aktivity. Většina obyvatelstva slovanských zemí však byla v této době stále ještě negramotná; vyšší vzdělání bylo možné získat pouze v zahraničí (ať už v Rusku, či Itálii, Francii, nebo Německu – výjimkou však byly české země, kam také chodila studovat řada obrozenců). Proto byly spolky vzdělanců podporující jednotu slovanských národů víceméně po dlouhou dobu jen okrajovou záležitostí.
V Chorvatsku se rozvíjelo za přispění českých i slovenských umělců hnutí známé jako ilyrismus, které však stálo proti cílům centra říše, což vedlo k jeho postupnému útlumu a zániku. V mnohých dalších zemích se objevovala podobná hnutí, mnohdy s velkolepějšími záměry. Na Ukrajině byla na krátkou dobu zformována Cyrilometodějská společnost, která hlásala rovnost slovanských národů a žádala jejich spojení do jednoho státu.

### Všeslovanský sjezd
Panslovanská aktivita vyvrcholila Slovanským sjezdem v Praze v roce 1848. Na sjezdu se probírala celá řada témat, tehdy slovanské národy tížící; kromě rakouských Slovanů přicestovali také i zástupci Ruska. Z těch hlavních otázek se do popředí dostalo to, jak čelit pangermanismu a jak uplatnit právo na sebeurčení národů. Tehdy byla vytvořena také i všeslovanská vlajka[zdroj?] (tu později převzala jako státní vlajku Jugoslávie) a píseň Hej Slované.
Aktivity požadující prosazování zájmů slovanských národů v rámci Rakouska později oslabovaly a do popředí se dostal další proud, austroslavismus. Na jeho úspěch měl především vliv ten fakt, že celá řada lidí (např. Ľudovít Štúr, Karel Havlíček Borovský etc), která původně prosazovala myšlenku sjednocení Slovanů pod ruským carem, po návštěvě Ruska pochopila kulturní odlišnost střední i východní Evropy a hledala umírněné a politicky průchodné řešení, ovšem bez potřeby rezignovat na vlastní národní ideály.
Ruský politický panslavismus má kořeny v polovině 19. století po prohrané Krymské válce. Tehdy politikové poraženého Ruska přehodnotili svůj původně velmi kladný až nekriticky obdivný vztah k tehdejším evropským mocnostem (dnes by se řeklo „západním státům“) a s cílem oslabovat tyto „západní státy“ začali hledat nové spojence v probouzejících se malých nesamostatných slovanských národech. Že šlo jen o vypočítavou politiku dokazuje vztah tehdejšího Ruska k podrobeným Polákům na ruských územích, který celému světu prakticky ukázal, jaké mocenské zájmy Rusko ve skutečnosti mělo. Tehdy také vznikla propagandistická kniha Nikolaje Jakovleviče Danilevského „Rusko a Evropa“, ve které byla rozpracována idea protikladnosti úpadkového západního germánsko-románského světa a nastupující slovanské civilizace pod hegemonií Ruské říše a mravními ideály ruského pravoslaví (ruské pravoslavné církve).

### Konec 19. století
Na konci 19. století zesílilo slovanské cítění v souvislosti s likvidací evropské části Osmanské říše. Nově vznikající slovanské národy získávaly svobodu, což oživilo myšlenku, že vybudování národních států není tak nereálné, jak se zdá. Češi, Rusové, Poláci a druzí vycestovali do nově nezávislého Srbska a Bulharska a jali se pomáhat s obnovou zaostalých a válkou poničených zemí. Mnohdy však hlavním zájmem v tomto případě nebyla nezištná snaha pomoci druhým, ale fakt, že se nyní pro rakousko-uherský obchod otevřely nové destinace. Češi pomáhali stavět pivovary, rozvíjet školství atd.

### 20. století
Za první světové války vydal Karel Kramář dokument známý jako Slovanská ústava, kde popsal fungování eventuálního všeslovanského státu. Taková slovanská federace, která by vznikla by fungovala pod patronací Ruska a ruština by v ní byla hlavním a komunikativním jazykem.
Zatímco po vzniku Československa se mezi západoslovanskými národy od panslavismu upustilo, pro nově vzniklé Království Srbů, Chorvatů a Slovinců se stal hlavní ideologií; za panslavistické byly vybrány i státní symboly, které tak měly reprezentovat jednotu národů země. Nemalý vliv na úpadek panslavismu u západních Slovanů měl československo-polský spor o Těšínsko, Oravu a Spiš. Rovněž bolševická revoluce v Rusku a odklon Ruska od svých tradičních hodnot vedl k úpadku slovanské myšlenky u západních Slovanů. Názorový rozkol mezi bývalými tzv. „rakouskými“ Slovany a východní Evropou se totiž dramaticky prohloubil. Naproti tomu v Království Srbů, Chorvatů a Slovinců se panslovanství stalo nutností z důvodu snahy o sjednocení historicky a kulturně rozdílných slovanských národů v jednom státě.
Za druhé světové války byli Slované nacistickým Německem považováni za třetí „rasu“ (po Židech a Romech) určenou k likvidaci nebo zotročení. Říšský vůdce SS Heinrich Himmler v letech 1940 až 1941 formuloval základy východního generálního plánu (Generalplan Ost), který počítal s likvidací nebo deportací pěti slovanských národů. Ovšem ani tato skutečnost nevedla po skončení konfliktu (jak by se dalo předpokládat) k novému rozmachu panslavismu. Bylo to dáno i tím, že ve všech slovanských státech byly nastoleny komunistické režimy. V sovětském bloku se sice občas panslavistická argumentace používala k zdůvodnění spojenectví mezi Sovětským svazem (SSSR) a dalšími slovanskými státy, ale obvykle byla překryta „socialistickým internacionalismem“. Těchto Všeslovanských výborů se účastnili komunisté z různých slovanských zemí včetně Československa (např. Zdeněk Nejedlý) a které byly personálně propojené s vedením Komunistické strany Sovětského svazu a sovětským Komisariátem (ministerstvem) zahraničních věcí.

## Kritika panslavismu
Německý filozof, teoretik komunismu a politický publicista Karl Marx byl odpůrcem panslavismu. Během revoluce v roce 1848 Marx napsal ve svých Neue Rheinische Zeitung: „Teď víme, kde jsou nepřátelé revoluce – v Rusku a ve slovanských provinciích Rakouska… Nesmiřitelný boj, válka až do posledního dechu proti Slovanům, zrádcům revoluce, vyhlazení, terorismus! Ne v zájmu Německa, nýbrž v zájmu revoluce.“ V roce 1867 při svém projevu v Londýně Marx kritizoval „panslavistickou propagandu“ šířenou z Ruska, a připomněl revoluční léta 1848–49, kdy podle Marxe bylo Maďarsko napadeno, Vídeň zničena a Itálie rozdrcena Slovany bojujícími pod vlajkami Jelačiće, Windischgrätze a Radeckého. Marx také podporoval protiruská povstání v Polsku, protože věřil, že nezávislý polský stát může vytvořit nárazníkovou zónu mezi Ruskem a Evropou.
V českém prostředí ve 20. století mezi významné kritiky panslavismu patřil filozof Václav Černý. V současné době se kritikou ideologie zabývá teolog a literální historik Martin C. Putna. Ten přisuzuje ideu panslavismu romantickému ztotožnění jazyka a národa, které podle něj jako první u nás zpopularizoval Ján Kollár.

## Panslavismus v současné době
Panslavistické myšlenky se objevují i dnes, většinou v různých politických i nepolitických sdruženích a spolcích.[zdroj?] Spektrum těchto myšlenek je poměrně rozsáhlé – od názorů na potřebu vytvoření společného slovanského státu na federativním principu, až po volnou spolupráci mezi slovanskými národy. Na určitý vzestup panslavismu mají, mimo jiné, vliv události v bývalé Jugoslávii[zdroj?] – zejména války mezi Chorvaty, Srby a Bosňáky, považované panslavisty za bratrovražedné boje, kterým je nutno v budoucnosti zabránit. Objevují se i vzpomínky na germanizaci, maďarizaci, druhou světovou válku, tureckou okupaci Balkánu a další negativní historické zkušenosti slovanských národů. Avšak nedávná historická zkušenost slovanských států východního bloku se sovětskou, respektive srbskou okupací, způsobila v těchto zemích marginalizaci panslavistických názorů. Panslavismus tak dnes zůstává populární pouze v pravoslavném Rusku a Srbsku, jejichž občané se nikdy nevzdali myšlenky slovanské jednoty.[zdroj?]
Po roce 1990 došlo k nové vlně ruského panslavismu, přibyl sentiment po ztraceném SSSR, do hry se znovu vrátilo ruské pravoslaví jako staronový mravní vzor a objevily se nové teorie o vyvolené rusko-árijské rase (např. Velesova kniha) a také antisemitismus a extrémismus. Není náhoda, že dnešní pravoslavní panslavisté se rekrutují z bývalých důstojníků Sovětské armády a různých politruků a přisluhovačů bývalého režimu, kteří svoje názorové oponenty ostrakizují jako nepřátele Slovanů, bezvěrce a fašisty. Pod vlivem střetu Ruska se Západem kvůli válce na východní Ukrajině se vrací myšlenka politického sjednocení slovanských národů s ruským státem do boje proti "bezbožnému Západu", kterou v České republice prosazují především komunisté a jejich příznivci. V Rusku prosazuje panslavismus provládní Liberálně-demokratická strana jako opozici vůči rozšiřování Evropské unie.[zdroj?]
V České republice je za proruskou panslavistickou stranu nepolitického typu považován Českomoravský slovanský svaz, České hnutí za národní jednotu, někdy i Národní strana. Staré komunisty i mladé nacionalisty dal dohromady společný negativní postoj k USA a EU.[zdroj?]
Panslavismus prosazují také ruští nacionalisté. Největší takovou skupinou je ruská Slovanská unie a Všeslovanský výbor Ruské federace, který má v České republice svoji odnož Všeslovanský výbor v ČR. Ideologem Všeslovanského výboru a Českomoravského slovanského svazu je Progresívní socialistická strana Ukrajiny vedená proruskou levicovou političkou Natalií Vitrenko[zdroj?]. Na posledním sjezdu v Moskvě v květnu 2015 byl zvolen předsedou ultranacionalista a antisemita Oleg Anatoljevič Platonov. K podobným postojům bývá někdy zařazován i další spolek Slovanský výbor České republiky.[zdroj?]
Vliv panslavismu se však neomezuje jen na uvedené organizace. Je jím značně ovlivněno školství a veřejný prostor ve slovenské společnosti, v menší míře i české školství. Dle výroční zprávy Bezpečnostní informační služby za rok 2017 Sovětský svaz sice prohrál studenou válku, ale sovětskou propagandu nikdo neporazil a její kontinuální vliv nenarušil. Moderní dějiny prezentované ve školách jsou z části sovětskou verzí moderních dějin a proruským panslovanstvím je do jisté míry zasažena i výuka českého jazyka, resp. literatury (národní obrození).
Existuje opačný názor, že sjednocení Slovanů probíhá prostřednictvím struktur EU. Euroslavismus v XXI. století nahrazuje panslavismus jako projekt integrace Slovanů mezi sebou.[zdroj?]